# بيتر إي. بيرغر
بيتر إي. بيرغر (بالإنجليزية: Peter E. Berger)‏ هو مونتير أمريكي، ولد في 30 مايو 1944 في لوس أنجلوس في الولايات المتحدة، وتوفي بنفس المكان في 22 سبتمبر 2011.

## وصلات خارجية
- بيتر إي. بيرغر على موقع IMDb (الإنجليزية)
- بيتر إي. بيرغر على موقع ألو سيني (الفرنسية)
- بيتر إي. بيرغر على موقع أول موفي (الإنجليزية)
- بيتر إي. بيرغر على موقع قاعدة بيانات الأفلام السويدية (السويدية)
- بيتر إي. بيرغر على موقع قاعدة بيانات الفيلم (الإنجليزية)
- بيتر إي. بيرغر على موقع كينوبويسك (الروسية)